# Vepricardium rubrohamatum
Vepricardium rubrohamatum is een tweekleppigensoort uit de familie van de Cardiidae. De wetenschappelijke naam van de soort is voor het eerst geldig gepubliceerd in 1988 door Voskuil & Onverwagt.